# Alcoutim
Alcoutim là một đô thị thuộc quận Faro, Bồ Đào Nha. Đô thị này có diện tích 577 km², dân số thời điểm năm 2001 là 3770 người.